# Dvostruki heliks nukleinske kiseline
U molekularnoj biologiji, termin dvostruki heliks se odnosi na strukturu koju formiraju dvolančani molekuli nukleinskih kiselina kao što su DNK i RNK. Struktura dvostrukog heliksa kompleksa nukleinske kiseline proističe iz njene sekundarne strukture. Ona je fundamentalna odrednica tercijarne strukture. Ovaj termin se ustalio u široj javnosti počevši od objavljivanja Votsonove autobiografije 1968.
DNK dvostruki heliks je spiralni polimer nukleinske kiseline. Najzastupljenija heliksna struktura je B-DNK. Ona ima desni dvostruki heliks sa oko 10-10,5 nukleotida po zaokretu. Struktura dvostrukog heliksa DNK se sastoji od velikog i malog žleba. Veliki žleb je širi od malog. Znatan broj proteina se vezuje za DNK putem velikog žleba.